# John McDouall Stuart
Pour les articles homonymes, voir John Stuart et Stuart.
John McDouall Stuart (Dysart, Fife, Écosse, 7 septembre 1815 – Kensington, Londres, 5 juin 1866), d'origine écossaise, est un explorateur de l'Australie.

## Biographie
Diplômé de l'Académie militaire et navale d'Écosse, il émigre vers l'Australie en 1838, à 23 ans.
Il participe à l'exploration de 1844 menée par Charles Sturt dans le désert de Simpson, dans laquelle les espoirs d'y trouver une mer intérieure sont définitivement déçus.

### La traversée
En 1860, le gouvernement d'Australie-Méridionale offrit une prime de 2 000 livres à qui trouverait un itinéraire sud-nord au long duquel pourrait être établie une ligne télégraphique entre Adélaïde et Darwin. Stuart partit en mars 1860 avec seulement deux compagnons et treize chevaux. Il contourna le lac Eyre, déjà connu à l'époque, et progressa avec une rapidité étonnante jusqu'à 560 km au nord du site actuel d'Alice Springs, où, les Aborigènes étant trop menaçants, il dut rebrousser chemin, revenant à Adélaïde en octobre 1860. Il repartit un mois plus tard, mais dut à nouveau abandonner, ses compagnons souffrant de scorbut et d'épuisement. 
En octobre 1861, la troisième tentative finit par réussir, et il atteignit l'océan Indien à l'est de Darwin le 24 juillet 1862, pour un parcours de 3 200 km. Le voyage de retour fut extrêmement éprouvant, les hommes parvenant à rejoindre Adélaïde en décembre, à demi-morts d'épuisement et de maladie, pour apprendre qu'ils avaient été devancés par l'expédition de Burke et Wills. Cependant, ces derniers périrent sur la route du retour.
Toutefois, lorsque les ingénieurs établirent la liaison télégraphique, ils utilisèrent presque entièrement la route suivie par Stuart, qui avait noté scrupuleusement les points d'eau et les étapes du voyage.